# Armeno

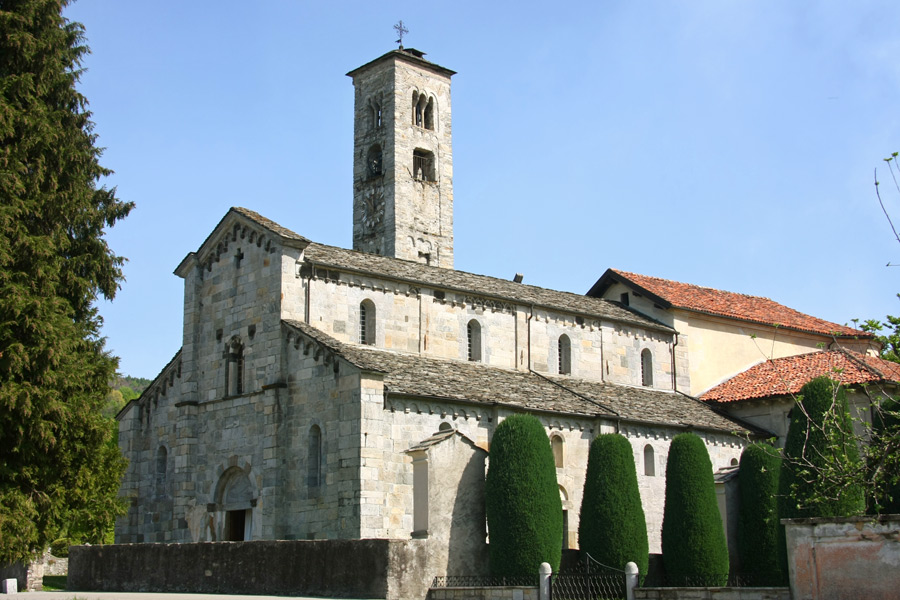
Die romanische Kirche Santa Maria Assunta

Armeno (piemontesisch und lombardisch Armagn) ist eine Gemeinde mit 2077 Einwohnern (Stand 31. Dezember 2023) östlich und oberhalb des Ortasees in der italienischen Provinz Novara (NO) der Region Piemont.

## Geografie
Die Gemeinde liegt über dem Ortasee am Hang des Monte Mottarone, dessen Hauptzufahrtsstrasse in der Gemeinde beginnt. Das Gemeindegebiet umfasst eine Fläche von 31 km² und ist damit eine der größten der Provinz Novara, deren nördlichstes Mitglied die Gemeinde Armeno bildet.
Die Nachbargemeinden sind Ameno, Brovello-Carpugnino, Colazza, Gignese, Massino Visconti, Miasino, Nebbiuno, Omegna, Pettenasco und Pisano.

## Geschichte
Die ältesten Spuren auf Armenos Gemeindegebiet gehen auf die Eisenzeit zurück, die auf eine Anwesenheit von Liguren zu dieser Zeit schließen lassen, später gefolgt von Etruskern und Galliern. In der Römerzeit führte die über Omegna zum Simplonpass führende Via Settimia an Armeno vorbei.
Um 1000 wird Armeno erstmals als Armignus urkundlich erwähnt. Im Mittelalter war die Stadt Riviera d'Orta ein wichtiger Bezugspunkt für den Ort. Davon zeugt auch die romanische Kirche im Ort, deren Geschichte bis ins 12. Jahrhundert zurückreicht.
Das heutige Gemeindegebiet Armenos umfasst das 1928 durch eine Gemeindefusion mit den früheren Gemeinden Sovazza und Coiromonte (bis 1868 Coiro) zu Armeno gekommene Gemeindegebiet. 1978 gründet Michel Montecrossa in Coiromonte am Fuß des Monte Falò  die heute noch bestehende hinduistische Kommune Mirapuri.

## Bevölkerung
Armeno erreichte zu Beginn des 20. Jahrhunderts im bis zu 3315 Einwohner bei der Volkszählung 1911 die historisch höchste Zahl an Einwohnern. Insbesondere in der Zwischenkriegszeit sank dann die Bevölkerung im Ort jedoch wieder rapide und erreichte 1971 mit 2082 ihren Tiefstpunkt, seither bewegt sich die Einwohnerzahl der Gemeinde stetig zwischen 2150 und 2300 Bewohnern.
2019 gehörten 11,2 % der Anwohner zur Gruppe der 0–14-Jährigen, 62,1 % gehörten zur Altersgruppe von 15–64 und 26,7 % war über 65 oder älter. Insbesondere die Personen im Rentenalter nahmen in den vergangenen 20 Jahren zu Lasten der 15–64-Jährigen um über 5 % zu.
| Jahr | Einwohner |
| ---- | --------- |
| 1861 | 2804      |
| 1871 | 3072      |
| 1881 | 3043      |
| 1901 | 3157      |
| 1911 | 3315      |

| Jahr | Einwohner |
| ---- | --------- |
| 1921 | 3105      |
| 1931 | 2697      |
| 1934 | 2584      |
| 1951 | 2290      |
| 1961 | 2160      |

| Jahr | Einwohner |
| ---- | --------- |
| 1971 | 2082      |
| 1981 | 2165      |
| 1991 | 2166      |
| 2001 | 2187      |
| 2011 | 2201      |

| Jahr | Einwohner |
| ---- | --------- |
| 2011 | 2197      |
| 2013 | 2196      |
| 2015 | 2167      |
| 2017 | 2216      |
| 2019 | 2155      |

## Politik
Amtierende Bürgermeisterin des Orts ist seit 2019 Maria Lavarini. Stellvertretender Bürgermeister ist Carlo Buzio und als weiteres Mitglied gehört Orietta Frascoia dem Gemeinderat an.
Die Legislative wird gebildet von einem 13-köpfigen Rat. Bei den letzten Wahlen am 26. März 2019 traten zwei Listen an. Siegreich war die Liste „Fare per Armeno“ mit 697 Stimmen (53,53 %) vor der Liste „Uniti per Armeno“ mit 605 Stimmen (46,47 %).
Die Gemeinde gehört der Unione Montana due Laghi an, die die Gemeinden der Region vereint.

## Wirtschaft
Die Landwirtschaft mit Viehzucht ist seit jeher ein wichtiger Bestandteil der lokalen Wirtschaft, wobei die lokale Bevölkerung ihr Vieh jeweils im Sommer auf die Alp trieb. An die Bedeutung der Landwirtschaft erinnert auch die jeweils im Oktober stattfindende Braunvieh-Ausstellung, die gleichzeitig auch Viehmarkt ist.
Industrie siedelte sich erst später in der Gemeinde an. In den 1920er-Jahren begann die Firma Righi in Armeno mit der Produktion von Stahlblechen. Später folgten die Strumpfwarenfabrik Anchisi, der Autoersatzteilehersteller Falga und der Haushaltswarenhersteller Tracanzan Alfa.

## Sehenswürdigkeiten

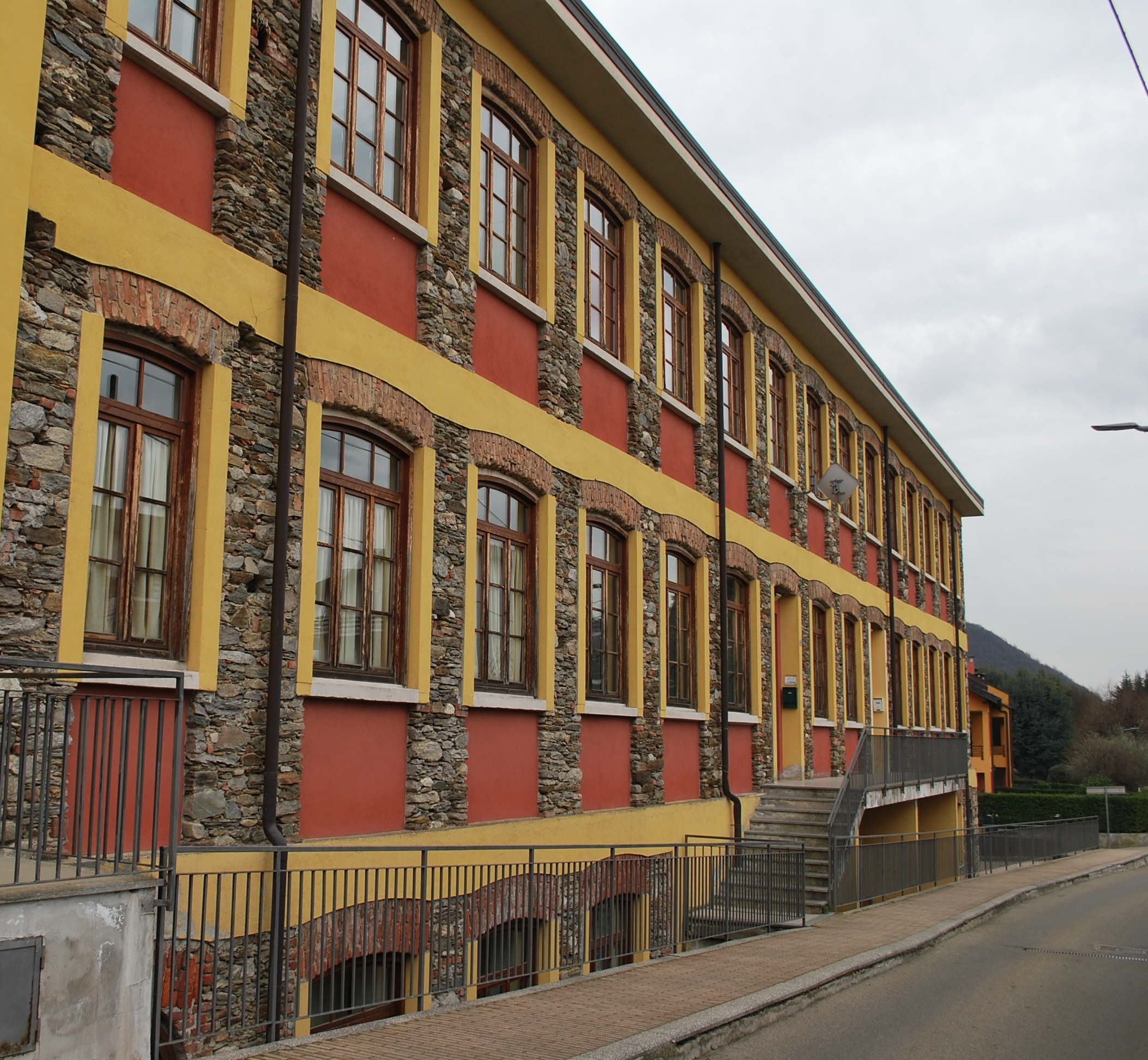
Museo degli Alberghieri

Durch seine Lage am Monte Mottarone und in der Nähe Ortasee war Armeno schon immer ein klassischer Ferienort. Ganz in der touristischen Tradition des Ortes steht auch das einzige Museum der Gemeinde, das Museo degli Alberghieri, zu deutsch Museum der Hoteliers. Dieses erzählt die Geschichte von aus dem Ort kommenden Hoteliers, die sich in der Vergangenheit einen Namen gemacht haben.
Die Hauptattraktion des Ortes ist neben dem eigentlichen Ortskern die an der Viale Luigi Cadorna liegende romanische Pfarrkirche Santa Maria Assunta (Maria Himmelfahrt) aus dem 12. Jahrhundert. Aus dem 17. Jahrhundert stammen die beiden Kirchen San Giuseppe an der Via Roma sowie die Kirche Sant'Anna. Ebenfalls aus dem 17. Jahrhundert stammt das Casa Valle am Piazza Vittoria.

## Bildung
Im Ort gibt es an der Via Badanelli einen Kindergarten sowie zentral am Piazza della Vittoria gelegen eine Primar- sowie Sekundarschule.

## Verkehr
In Armeno hält eine unregelmäßig verkehrende Buslinie von Autoservizi Comazzi, die auf der Linie Borgomanero–Gozzano–Armeno–Omegna verkehrt, daneben besitzt der Ort keinen Anschluss an den öffentlichen Verkehr. Der nächste Bahnhof liegt im drei Kilometer entfernten Legro, dass an der Bahnstrecke Novara–Domodossola liegt.
Der nächstgelegene Autobahnanschluss an die A26 befindet sich in Borgomanero. Über Provinzstraßen erreicht man von Armeno aus die Nachbarorte Miasino, Gignese, Agrano und Omegna.